# Палапа (приправа)
Палапа — солодка і пряна філіппінська приправа, що складається з тонко нарізаної білої зеленої цибулі (сакураба); розтертого імбиру (імбирний пагірісон), куркуми (калаваг), лабуйо-чилі (імбирного тидука) та підсмажених тертих кокосових горіхів (ніог). походить від народу маранао з провінції Південне Ланао. Інгредієнти змішують між собою та готуються нетривалий період часу або готуються до висихання. Після приготування починають одразу ж зберігати в закритих банках (гарапон). Його можна використовувати як інгредієнт до певних страв (зокрема, в піапарані) або використовувати як приправу після короткого сотування (зазвичай з ложкою згущеного молока). Палапу також можна їсти у свіжому вигляді, як заправку для салату. Палапа — важливий культурний символ народу Маранао, споживається під час кожного прийому їжі.